# Il castello interiore
Il castello interiore (In spagnolo El Castillo Interior) è un libro di santa Teresa d'Avila, scritto nel 1577. 

## Contenuto
L'opera non è uno scritto autobiografico, né un resoconto di grazie mistiche, ma vuole essere un insegnamento spirituale offerto anzitutto alle carmelitane, poi a chiunque, laico o religioso.
Teresa afferma che Dio dimora nel centro della nostra anima, ed è possibile raggiungerlo con una vita di orazione. Per questo, rifacendosi a una sua precedente visione, la santa utilizza l'allegoria dell'anima come un castello fatto di sette dimore. 
Il castello interiore descrive quindi un viaggio spirituale, il cui scopo è l'unione d'amore con Dio.
Teresa d'Avila afferma che Dio è intimamente legato alla creatura umana, che al più può fingere di ignorarlo. In essa esiste un'intima necessità di sentirsi amati e di abbandonarsi  tra le braccia di chi si prende cura di lei.

## Edizioni
- Teresa d'Avila, Il castello interiore, 43 ed., Edizioni Paoline, 2005,  p. 248, ISBN 88-315-2894-7.